# Гійом Тірель

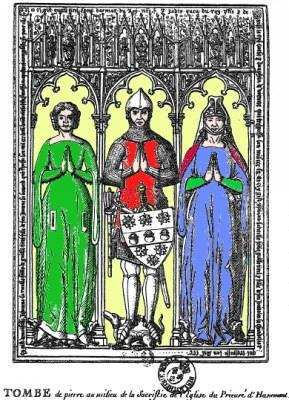
Гробниця Гійома Тіреля і його двох дружин. Малюнок з творів Жерома Пишона і Жоржа Віке (Париж, 1892)

Гійом Тірель, відомий як Taillevent (1310, Понт-Одеме — 1395) — кухар королівського двору Франції під час першого правління династії Валуа і Столітньої війни.
Його перша позиція — enfant de cuisine (кухарчук) королеви Жанни д'Евре. З 1326 року був головним кухарем Філіпа VI. У 1347 році став зброєносцем В'єннського дофіна, а в 1349 його головним кухарем. У 1355 році він став зброєносцем герцога Нормандії, в 1359 його кухарем, а в 1361 році його парламентським приставом. У 1368 році герцогом Нормандії став Карл V і Тірель почав служити йому. З 1381 року на службі у Карла VI. Він вважається одним з перших справжніх «професійних» шеф-кухарів. Гійом Тірель помер у 1395 році у віці близько 80 років.
Він написав знамениту книгу про куховарство та кулінарні техніки Le Viandier, яка вважається одним з перших професійних трактатів, написаних у Франції, і на якій засновані французькі гастрономічні традиції. Мав неоціненний вплив на подальші книги про французьку кухню і важливий для істориків їжі, як детальне джерело з середньовічної кухні північної Франції. За часів правління Філіпа VI, Тірель зробив великий вплив на зростання королівської прихильності до міцних червоних вин, що виготовлялися на півдні Франції, а також до тих, що прибували з Бургундії.